# This Is What You Want… This Is What You Get
This Is What You Want… This Is What You Get… — четвёртый студийный альбом группы Public Image Ltd, вышедший в 1984 году. Альбом включает в себя сингл «Bad Life» и повторно записанную версию «This Is Not a Love Song», которая заняла № 5 место в британском хит-параде и является международным хитом группы в 1983 году.
Ранняя версия альбома была выпущена Китом Левеном, как «Commercial Zone» в 1983 году. Альбом был перезаписан после ухода из группы Кита Левена и Пита Джонса, и не содержит материала записанного ими.
Песня «The Order Of Death» была использована как саундтрек в фильме «Ведьма из Блэр» и научно-фантастическом фильме «Железяки». Также песня использовалась в одном эпизоде популярного сериала «Полиция Майами» и в финале компьютерной игры «System Shock (2023)». Песня «This Is Not a Love Song» использовалась в фильме «Вальс с Баширом».

## Об альбоме
Пять песен из альбома были перезаписаны, они первоначально появились на альбоме «Commercial Zone»: «Bad Life» (первоначально названный «Mad Max»), «This Is Not a Love Song» (первоначально названный «Love Song»), «Solitaire» (первоначальное название «Young Brits»), «The Order of the Death» (первоначально названный «The Slab»), и, «Where Are You?» (первоначально названный «Lou Read Pt. 2»). Четыре же песни из «Commercial Zone», «Bad Night», «Lou Read Pt. 1», «Blue Water» и «Miller Hi-Life», не были повторно перезаписаны.
На обложке альбома изображен Джон Лайдон, смотрящий в камеру (Это — то, что Вы хотите), тогда как задняя обложка показывает его в диско — танце (Это — то, что Вы получаете).
Музыку на альбоме в основном записывали Джон Лайдон и Мартин Аткинс. Аткинс играл на барабанах, а Лайдон играл на: перкуссии, бас—гитаре, скрипке, басовом синтезаторе и на клавишных инструментах.

## Список композиций
Все песни написаны Джон Лайдон/Кит Левен, кроме * Джон Лайдон/Мартин Аткинс
1. «Bad Life» — 5:12
2. «This Is Not a Love Song» — 4:11
3. «Solitaire» — 3:58
4. «Tie Me to the Length of That»* — 5:13
5. «The Pardon»* — 5:16
6. «Where Are You?» — 4:16
7. «1981»* — 3:14
8. «The Order of Death» — 4:46

## Чарты
- Альбом вошёл в британский чарт альбомов, где занимал #56 место в течение двух недель, на 21 июля 1984.
- Сингл «Bad Life» вошёл в британский Top75, где занимал #71 в течение двух недель, на 19 мая 1984.

## Состав
- Джон Лайдон — вокал, бас-гитара, синтезатор, клавишные инструменты, скрипка и перкуссии
- Мартин Аткинс — барабаны и перкуссии
- Колин Уоор — гитара (сессия)
- Луи Бернарди — бас-гитара (сессия)
- Ричард Коттл — клавишные инструменты (сессия)